# Lee Chang-hwan
Lee Chang-hwan (Ansan, 16 de março de 1982) é um arqueiro sul-coreano, campeão olímpico.

## Carreira
Lee Chang-hwan representou seu país nos Jogos Olímpicos em 2008, ganhando a medalha de ouro por equipes em 2008.